# Polana amapaensis
Polana amapaensis är en insektsart som beskrevs av Luci B. N. Coelho 1991. Polana amapaensis ingår i släktet Polana och familjen dvärgstritar. Inga underarter finns listade i Catalogue of Life.